# Хамлин
Окръг Хамлин (на английски: Hamlin County) е окръг в щата Южна Дакота, Съединени американски щати. Площта му е 1393 km², а населението - 5948 души (2017). Административен център е град Хейтай.